# Zéh Palito
Zéh Palito (Limeira, 1986) é um artista visual e muralista brasileiro. Graduado em Design Gráfico pela Faculdade de Administração e Artes de Limeira (FAAL), também teve formação em Artes Plásticas na Escola Municipal de Cultura e Artes (EMCEA) de Limeira.
Desde jovem, aos 15 anos, Zéh Palito começou a se envolver com a pintura de rua, murais e grafite no interior paulista, uma atividade que fortalece as comunidades locais e traz temas sociais importantes. Seu interesse pelo caráter público da pintura o levou a expandir sua pesquisa para outros países, incluindo períodos na África e nos Estados Unidos.
Durante suas viagens e estadias em diferentes países, Zéh Palito absorveu influências culturais e estéticas diversas. Na Zâmbia, explorou pigmentos locais, resultando em uma paleta com tons pastéis como rosa e amarelo claro. Nos Estados Unidos, incorporou elementos da cultura pop, hip hop e da sociedade de consumo, resultando em obras vibrantes e saturadas. Em 2019, passou a dividir seu tempo entre murais e pintura em tela. Começou com a técnica do óleo e posteriormente adotou tinta acrílica, que melhor atendia à sua necessidade de rapidez e espontaneidade.

## Obras
Zéh Palito já produziu murais em mais de 30 países, incluindo: Estados Unidos (Nova Iorque, Baltimore, Miami, Los Angeles); África do Sul (Joanesburgo, Cidade do Cabo); Japão (Tóquio, Osaka); Brasil (São Paulo, Rio de Janeiro, Belo Horizonte, Recife); França (Paris, Marselha); Itália (Milão, Roma) e Zâmbia (Lusaka, Ndola). Além dos murais, Zéh Palito participou de exposições coletivas e individuais ao redor do mundo.
Exposições Coletivas
- "FEMMES" - Galeria Perrotin, Paris, França.
- "When We See Us" - Zeitz MOCAA, KunstMuseum Basel, África do Sul e Suíça.[6]
- "The Culture" - Baltimore Museum of Art, Saint Louis Art Museum, EUA.[7]
- "X PINK 101" - X Museum, Pequim, China.
- "Quilombo: Vida, Problemas e Aspirações do Negro" - Museu Inhotim, Brasil.
- "Regarde-Moi" - Galeria Perrotin, Paris, França.
- "Winner Takes All" - Marianne Boesky Gallery, Nova Iorque, EUA.

Exposições Individuais
- "Cars, Pools & Melanin" - Galeria Perrotin, New York, EUA.
- "Between the World and Me" - Museo de Arte Contemporâneo de Querétaro, México.
- "Eu Sei Porque o Pássaro Canta na Gaiola" - Galeria Simões de Assis, Brasil.
- "Untouchable Negritude" - Luce Gallery, Itália.
- "Tropical Diaspora" - Eubie Blake Cultural Center, Baltimore, EUA.